# Método de Prony
El método de Prony  fue desarrollado por Gaspard Riche de Prony en 1795, sin embargo, los usos prácticos del método solo se presentaron con la introducción de las computadoras digitales. El método de Prony extrae información de una señal uniformemente muestreada y, construye una serie de exponenciales complejas o sinusoidales. Esto permite la estimación de las componentes de una señal: frecuencia, amplitud, fase y, amortiguamiento.

## El método
Sea {\displaystyle f(t)} una señal que consiste de {\displaystyle N} muestras igualmente espaciadas. El método de Prony ajusta una función {\displaystyle {\hat {f}}(t)} a la función {\displaystyle f(t)} observada

(1){\displaystyle {\hat {f}}(t)=\sum _{i=1}^{N}A_{i}e^{\sigma _{i}t}\cos(2\pi f_{i}t+\phi _{i})}

Utilizando la identidad de Euler, {\displaystyle {\hat {f}}(t)} puede ser expresada de una forma que permite un cálculo más directo de los términos

(2){\displaystyle {\hat {f}}(t)=\sum _{i=1}^{N}A_{i}e^{\sigma _{i}t}\cos(2\pi f_{i}t+\phi _{i})=\sum _{i=1}^{N}{\frac {1}{2}}A_{i}e^{\pm j\phi _{i}}e^{\lambda _{i}t},}

Donde:
{\displaystyle \lambda _{i}=(\sigma _{i}\pm j\omega _{i})} son los eigenvalores (auto-valores o valores propios) del sistema. {\displaystyle \sigma _{i}} son las componentes de atenuación. {\displaystyle \phi _{i}} son las componentes de fase. {\displaystyle f_{i}} son las componentes de frecuencia. {\displaystyle A_{i}} son las componentes de amplitud de la serie. {\displaystyle j={\sqrt {-1}}}

## Representations
El método de Prony es una descomposición de una señal mediante {\displaystyle M} exponenciales complejas a través del siguiente proceso:
Muestrear regularmente {\displaystyle {\hat {f}}(t)} de tal manera que {\displaystyle n^{th}} de {\displaystyle N} muestras pueda ser escrito como:
{\displaystyle F_{n}={\hat {f}}(\Delta _{t}n)=\sum _{m=1}^{M}\mathrm {B} _{m}e^{\lambda _{m}t}}
Si {\displaystyle {\hat {f}}(t)} consiste de sinusoidales amortiguadas, entonces existirá un par de exponenciales complejas tales que:
{\displaystyle \mathrm {B} _{a}={\frac {1}{2}}A_{i}e^{\phi _{i}j}}
{\displaystyle \mathrm {B} _{b}={\frac {1}{2}}A_{i}e^{-\phi _{i}j}}
{\displaystyle \lambda _{a}=\sigma _{i}+j\omega _{i}}
{\displaystyle \lambda _{b}=\sigma _{i}-j\omega _{i}}
donde
{\displaystyle \mathrm {B} _{a}e^{\lambda _{a}t}+\mathrm {B} _{b}e^{\lambda _{b}t}={\frac {1}{2}}A_{i}e^{\phi _{i}j}e^{(\sigma _{i}+j\omega _{i})t}+{\frac {1}{2}}A_{i}e^{-\phi _{i}j}e^{(\sigma _{i}-j\omega _{i})t}} {\displaystyle =A_{i}e^{\sigma _{i}t}cos(\omega _{i}t+\phi _{i})}
Debido a que la suma de exponenciales es la solución a un sistema de Ecuaciones en diferencias, la siguiente solución existirá:
{\displaystyle {\hat {f}}(\Delta _{t}n)=-\sum _{m=1}^{M}{\hat {f}}(\Delta _{t}(n-m))P_{m}}
La clave del método de Prony es que los coeficientes en la ecuación en diferencias están relacionados con el siguiente polinomio
{\displaystyle \sum _{m=1}^{M+1}P_{m}x^{m-1}=\prod _{m=1}^{M}(x-e^{\lambda _{m}})}
Por tanto, se pueden expresar los 3 pasos del método de Prony.
1) Construya y resuelva la ecuación matricial para los valores {\displaystyle P_{m}}:
{\displaystyle {\begin{bmatrix}F_{N}\\:\\F_{2N-1}\end{bmatrix}}=-{\begin{bmatrix}F_{N-1}&..&F_{0}\\:&.&:\\F_{2N-2}&..&F_{N-1}\end{bmatrix}}{\begin{bmatrix}P_{1}\\:\\P_{M}\end{bmatrix}}}
Notar que si {\displaystyle N} ≠ {\displaystyle M} puede que se necesite una matriz generalizada para encontrar los valores {\displaystyle P_{m}}
2) Luego de encontrar los valores de {\displaystyle P_{m}} encuentre las raíces del polinomio
{\displaystyle x^{M}+\sum _{m=1}^{M}P_{m}x^{m-1}=0}
Las {\displaystyle m^{th}} raíces de este polinomio serán iguales a {\displaystyle e^{\lambda _{m}}}.
3) Con los valores {\displaystyle e^{\lambda _{m}}}, los valores de {\displaystyle F_{n}} harán parte de un sistema de ecuaciones lineares el cual puede ser usado para encontrar los valores de {\displaystyle \mathrm {B} _{m}}
{\displaystyle {\begin{bmatrix}F_{k_{1}}\\:\\F_{k_{M}}\end{bmatrix}}={\begin{bmatrix}(e^{\lambda _{1}})^{k_{1}}&..&(e^{\lambda _{M}})^{k_{1}}\\:&.&:\\(e^{\lambda _{1}})^{k_{M}}&..&(e^{\lambda _{M}})^{k_{M}}\end{bmatrix}}{\begin{bmatrix}\mathrm {B} _{1}\\:\\\mathrm {B} _{M}\end{bmatrix}}}
donde {\displaystyle M} valores únicos {\displaystyle k_{i}} son usados. Es posible utilizar una matriz genérica si se utilizan más de {\displaystyle M} muestras.